# Spiraea hayatana
Spiraea hayatana là loài thực vật có hoa trong họ Hoa hồng. Loài này được H.L. Li miêu tả khoa học đầu tiên năm 1951.